# 杉原晴盛
杉原 晴盛（すぎはら はるもり）は、戦国時代の武将。室町幕府の奉公衆・走衆・外様詰衆などを務めた。
足利義晴、足利義輝の2代に仕えた。「晴」の字は義晴からの偏諱である。

## 概要
『足利義晴佐々木亭御成記』天文8年（1539年）10月の記事や『言継卿記』天文15年（1546年）1月10日条には足利義晴の走衆として杉原七郎晴盛の名前が見える。『光源院殿御元服記』によると、同年12月19日の足利義藤の元服式に走衆として杉原兵庫助晴盛が出席している。『永禄六年諸役人附』では外様詰衆として名前が見える。以上のように晴盛は義輝との関係が深く、上野信孝、細川晴広、彦部晴直、祐阿、細阿と並んで反三好氏の筆頭であった（奉公衆別心六人）ため、永禄8年（1565年）5月19日の永禄の変で殺害された。『言継卿記』永禄8年（1565年）5月19日条によると、御所から逃亡しようとしたところを殺害されたという。『永禄六年諸役人附』に御部屋衆として見え、永禄12年（1569年）7月13日に織田信長によって自害させられた杉原上総介長盛との関係性は不明である。